# Gouvernorat de Qena
Le gouvernorat de Qena est un gouvernorat de l'Égypte. Il se situe dans le sud du pays, sur la vallée du Nil. Sa capitale est Qena.

## Économie (activité humaine)

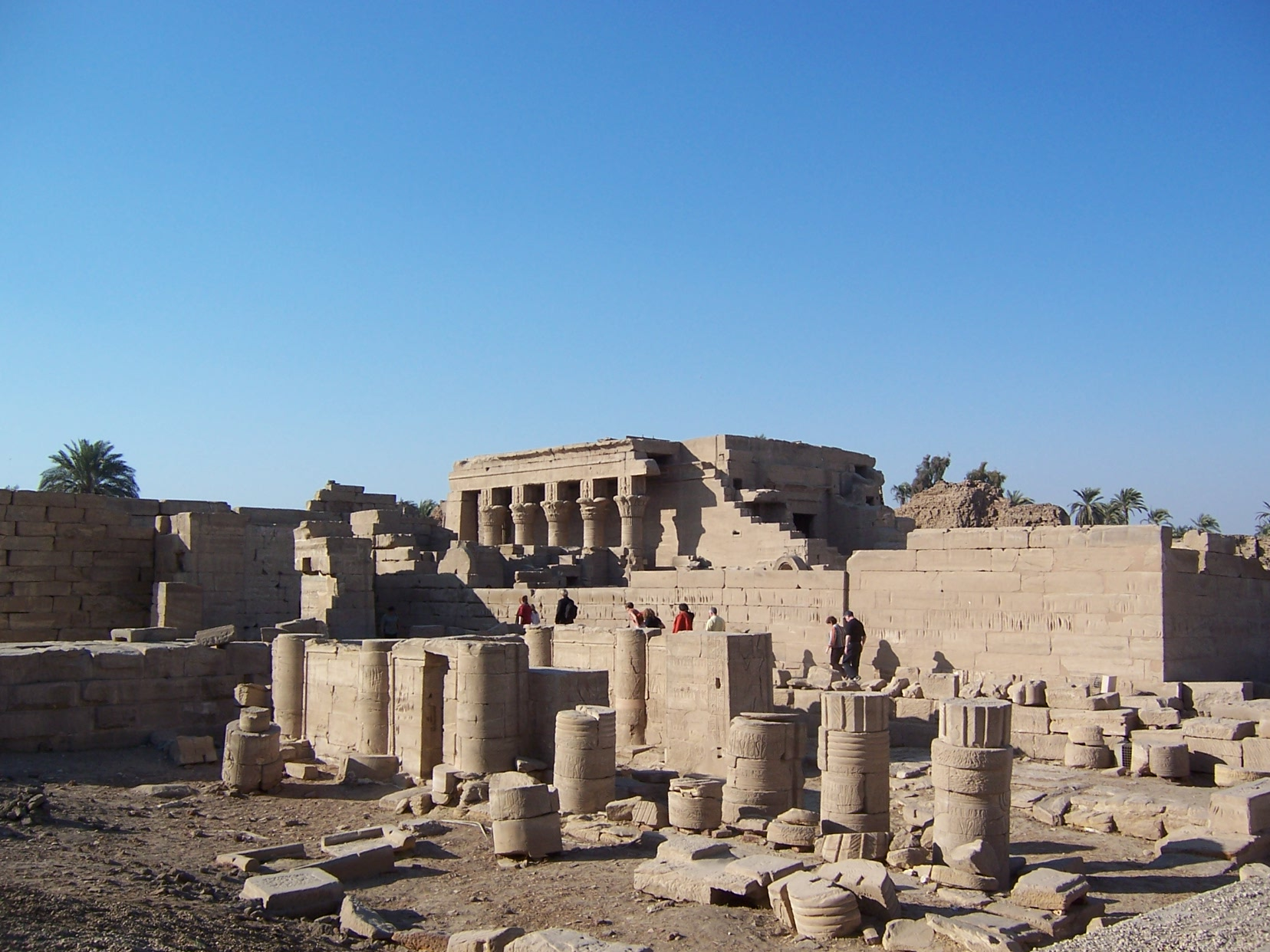
Complexe du temple Dendera Hathor à Qena, 2007

- Al Agha Group[1],[2].

- LG Qena[3].

## Personnalités importantes
1. Mohamed Ramadan (acteur)
2. Amr Gamal
3. Abdel Rahmane al-Abnoudi
4. Amal Dunqul
5. Ahmad Fathi Sorour
6. Makram Ebeid
7. Mansour el-Issaoui
8. Omar Suleiman
9. Abdelnasser Abdelfattah